# 44 Capricorni
44 Capricorni är en vit stjärna i huvudserien i stjärnbilden Stenbocken.
44 Capricorni har visuell magnitud +5,88 och är synlig för blotta ögat vid god seeing. Den befinner sig på ett avstånd av ungefär 435 ljusår.